# Dinkelmühle Graf

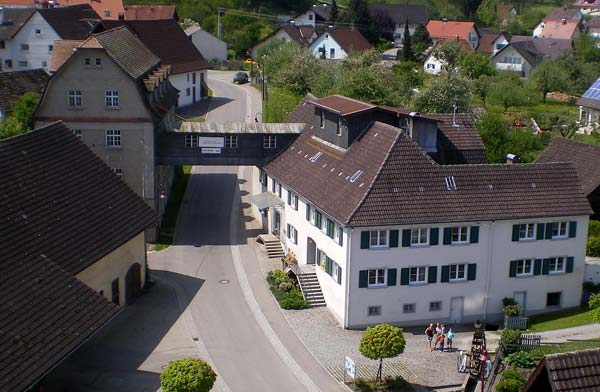
Dinkelmühle Graf 2012

Die Dinkelmühle Graf (auch Untere Mühle genannt) ist eine schon im Jahre 1529 unter dem Namen St. Benignus verzeichnete, wasserkraftgetriebene Getreidemühle in der Rechtsform eines Einzelunternehmens in Tannheim im Landkreis Biberach in Oberschwaben. Die Mühle liegt an der Mühlenstraße Oberschwaben und wird in der Liste der Kulturdenkmale von Tannheim aufgeführt. Der heutige Mühlenbesitzer Gerd Graf ist Mitinitiator der Mühlenstraße Oberschwaben. Im Dezember 2018 wurde die traditionelle Handwerksmüllerei zusammen mit 17 weiteren Kulturformen in das Bundesweite Verzeichnis des Immateriellen Kulturerbes aufgenommen.

## Geschichte

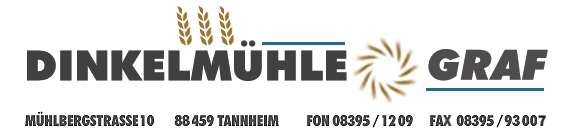
Logo Dinkelmühle Graf

Schon im Jahre 1100 erscheint in Schriftstücken des Klosters Ochsenhausen, eine Mühle in Tannheim in späterer Zeit unter dem damals üblichen Heiligennamen St. Benignus. Die Mühle wurde während der Amtszeit von Abt Urban Mayer um das Jahr 1610 in der heutigen Form erstellt. Tannheim war zu dieser Zeit Amtssitz  und exklavischer Bestandteil des geistlichen Territoriums der Reichsabtei Ochsenhausen und zählte 212 Feuerstellen 1598. Die Mühle besteht aus drei Gebäudebestandteilen, der eigentlichen Mühle mit Mühlengeschäft und Wohnbau, dem Getreidespeicher (1925) und einem landwirtschaftlichen Ökonomiegebäude. Mühle und Getreidespeicher sind durch einen Übergang miteinander verbunden. Vom Mühlebach, einem Nebenbach des Tannschorrenbaches, zweigt oberhalb des Mühleberges ein Kanal ab, der das Mühlrad an normalen Tagen mit fünfunddreißig Liter pro Sekunde antreibt. Die selbst betriebene Landwirtschaft hat eine sieben-gliedrige Fruchtfolge. Zur Zeit der Säkularisation erwarb ein Vorfahre des heutigen Besitzers namens Xaver Graf aus Altdorf, dem späteren Weingarten, die Mühle. Das Wasserrad der Mühle aus Stahl stammt aus dem Jahre 1884. Die Walzenstühle der Firma Wegmann Zürich datieren aus dem Jahre 1914. Die Mühle ist in fünfter Generation im Besitz der Familie Graf.

## Weblinks

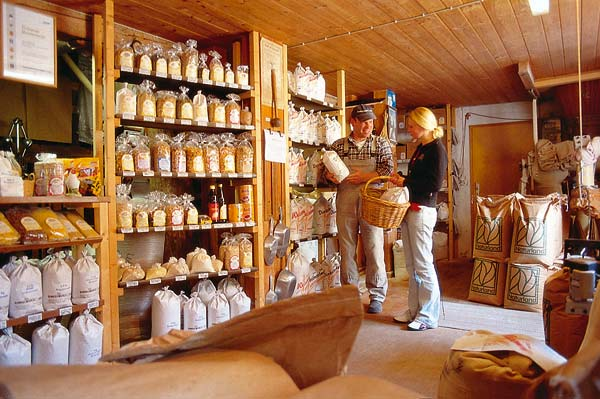
Mühlenladen (2012)

## Warensortiment

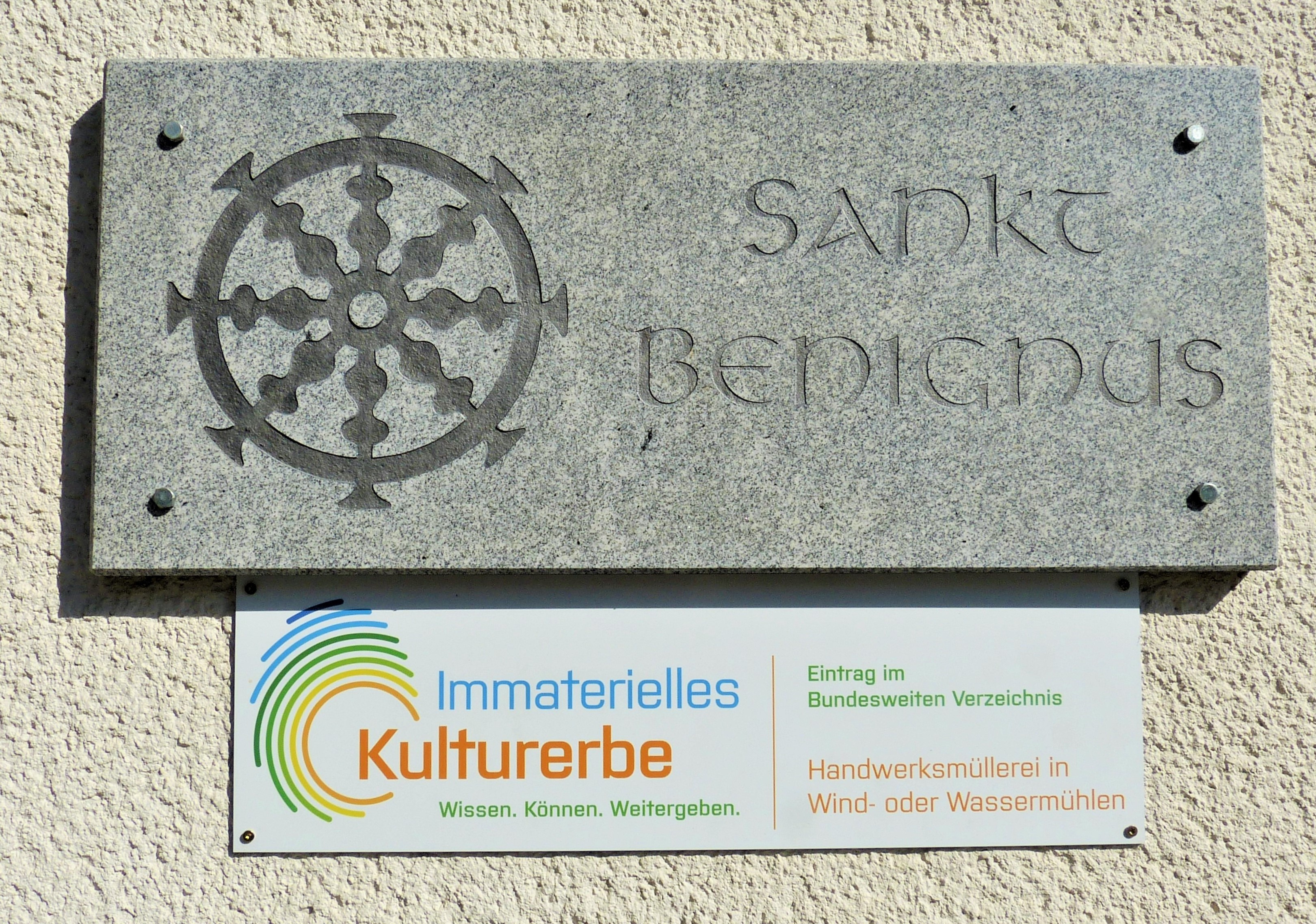
2018 wurde die traditionelle Handwerksmüllerei in das Bundesweite Verzeichnis des Immateriellen Kulturerbes aufgenommen

Das verarbeitete Getreide stammt aus eigener Produktion und landwirtschaftlichen Betrieben der näheren Umgebung. Das Mühlengeschäft bietet diverse Weizen-, Roggen- und als Besonderheit Dinkelmehle verschiedener Ausmahlungsgrade an. Dazu kommen noch Hafer, Grünkern, Gerste, Musmehl, Hartweizengrieß, Hirse, Buchweizen, Sonnenblumenkern, Leinsaat, 7 – Korn Kürbiskern, zahlreiche Müslisorten und selbstgefertigte Kissen, gefüllt mit Dinkelspelz, z. T. aus der ebenfalls betriebenen Schälmüllerei.